# Danièle Garcia
Pour les articles homonymes, voir Garcia.
Danièle Garcia, née Danièle Jacquet le 12 mars 1948, est une femme politique française. Elle est maire d'Auriol de 2001 à 2020 et sénatrice en 2020.

## Biographie
Danièle Garcia est élue maire de la ville d'Auriol le 25 mars 2001 et réélue en 2008 et 2014. Elle est conseillère communautaire du pays d’Aubagne et de l’Étoîle, conseillère générale pour le canton de Roquevaire de 2008 à 2015 et vice-présidente du conseil général des Bouches-du-Rhône. 
Elle est brièvement sénatrice des Bouches-du-Rhône du 3 août au 30 septembre 2020 en remplacement de Michel Amiel, démissionnaire de son mandat,.

## Liens
- Ressource relative à la vie publique :   - Sénat